# Rhacaplacarus rafalskii
Rhacaplacarus rafalskii är en kvalsterart som först beskrevs av Wojciech Niedbała 1997.  Rhacaplacarus rafalskii ingår i släktet Rhacaplacarus och familjen Phthiracaridae. Inga underarter finns listade i Catalogue of Life.